# Darstellungsvarietät
In der Mathematik sind Darstellungsvarietäten ein wichtiges Hilfsmittel in Gruppentheorie, Topologie und Geometrie.

## Definition
Sei {\displaystyle \Gamma } eine endlich erzeugte Gruppe und {\displaystyle G} eine halbeinfache algebraische Lie-Gruppe. Sei {\displaystyle \Gamma =\langle x_{1},\ldots ,x_{n}\mid R_{1},\ldots ,R_{r},\ldots \rangle } eine Präsentierung von {\displaystyle \Gamma } mit endlich vielen Erzeugern. Man gibt
{\displaystyle \operatorname {Hom} (\Gamma ,G)=\left\{f\colon \Gamma \rightarrow G{\text{ Homomorphismus}}\right\}}
die Struktur einer algebraischen Menge (d. h. einer nicht notwendig irreduziblen algebraischen Varietät) als
{\displaystyle \operatorname {Hom} (\Gamma ,G)=\left\{(g_{1},\ldots ,g_{n})\in G^{n}\mid R_{1}(g_{1},\ldots ,g_{n})=e,\ldots ,R_{r}(g_{1},\ldots ,g_{n})=e,\ldots ,\right\}},
wobei {\displaystyle e} das neutrale Element von {\displaystyle G} bezeichnet und ein Homomorphismus {\displaystyle f\colon \Gamma \rightarrow G} mit dem Tupel {\displaystyle (g_{1},\ldots ,g_{n})=(f(x_{1}),\ldots ,f(x_{n}))} identifiziert wird.
Es folgt aus dem Hilbertschen Basissatz, dass man die Varietät bereits durch endlich viele Gleichungen definieren kann.
Man kann zeigen, dass der Isomorphietyp der Darstellungsvarietät nicht vom gewählten Erzeugendensystem abhängt.

### Quotientenbildung
Die Gruppe {\displaystyle G} wirkt auf {\displaystyle \operatorname {Hom} (\Gamma ,G)} durch Konjugation
{\displaystyle (gf)(\gamma )=gf(\gamma )g^{-1}}.
Der Quotient {\displaystyle \operatorname {Hom} (\Gamma ,G)/G:=\operatorname {Hom} (\Gamma ,G)/{\text{conj.}}} ist im Allgemeinen keine Varietät, stattdessen betrachtet man oft einen etwas kleineren Quotienten, die Charaktervarietät {\displaystyle {\mathcal {R}}(\Gamma ,G)=\operatorname {Hom} (\Gamma ,G)//G}.

### Nicht-algebraische Gruppen
Für beliebige (nicht notwendig algebraische) halbeinfache Lie-Gruppen kann man wie oben die Darstellungsvarietät als analytische Mannigfaltigkeit definieren. Der Quotientenraum {\displaystyle \operatorname {Hom} (\Gamma ,G)/G:=\operatorname {Hom} (\Gamma ,G)/conj.} ist im Allgemeinen nicht Hausdorffsch. Jedoch hat
{\displaystyle \operatorname {Hom} ^{red}(\Gamma ,G):=\left\{\rho \in \operatorname {Hom} (\Gamma ,G):\not \exists P{\text{ parabolisch mit }}\rho (\Gamma )\subset P\right\}}
(also die Untermannigfaltigkeit derjenigen Homomorphismen, deren Bild nicht in einer parabolischen Untergruppe liegt) eine analytische Mannigfaltigkeit als Quotienten.

## Invarianten
Es sei {\displaystyle X} ein CW-Komplex mit Fundamentalgruppe {\displaystyle \pi _{1}X=\Gamma }, dann entspricht jede Darstellung {\displaystyle \rho \colon \Gamma \to G} einem flachen Bündel
{\displaystyle G\to E_{\rho }\to X}
und die mittels Obstruktionstheorie definierten topologischen Invarianten der Bündel sind Invarianten der Zusammenhangskomponenten der Darstellungsvarietät.
Die erste Obstruktionsklasse
{\displaystyle o_{1}\in H^{1}(X,\pi _{0}(G))}
verschwindet, wenn {\displaystyle G} zusammenhängend ist.
Die zweite Obstruktionsklasse
{\displaystyle o_{2}\in H^{2}(X,\pi _{1}(G))}
entspricht für {\displaystyle G=SL(2,\mathbb {R} )} der Euler-Klasse und für {\displaystyle G=SL(n,\mathbb {R} ),n\geq 3} der zweiten Stiefel-Whitney-Klasse {\displaystyle w_{2}(E_{\rho })}.